# Amesiodendron
Amesiodendron je biljni rod iz porodice sapindovki čiji je jedini predstavnik vrsta umjereno brzorastućeg drveta guste krošnje iz Kine, Tajlanda, Malaje, Laosa, Vijetnama, Sumatre i Hainana.
Raste po kišnim šumama, na visinama od 300 do 1 000 metara. Naraste do 25 metara visine. Kora gotovo glatka, tamno siva.

## Sinonimi
- Amesiodendron integrifoliolatum H.S.Lo
- Amesiodendron tienlinense H.S.Lo
- Paranephelium chinense Merr.